# Sainte-Foy-de-Peyrolières
Sainte-Foy-de-Peyrolières là một xã ở tỉnh Haute-Garonne vùng Occitanie tây nam nước Pháp. Xã Sainte-Foy-de-Peyrolières nằm ở khu vực có độ cao từ 188-319 mét trên mực nước biển.